# Pierfrancesco Giambullari

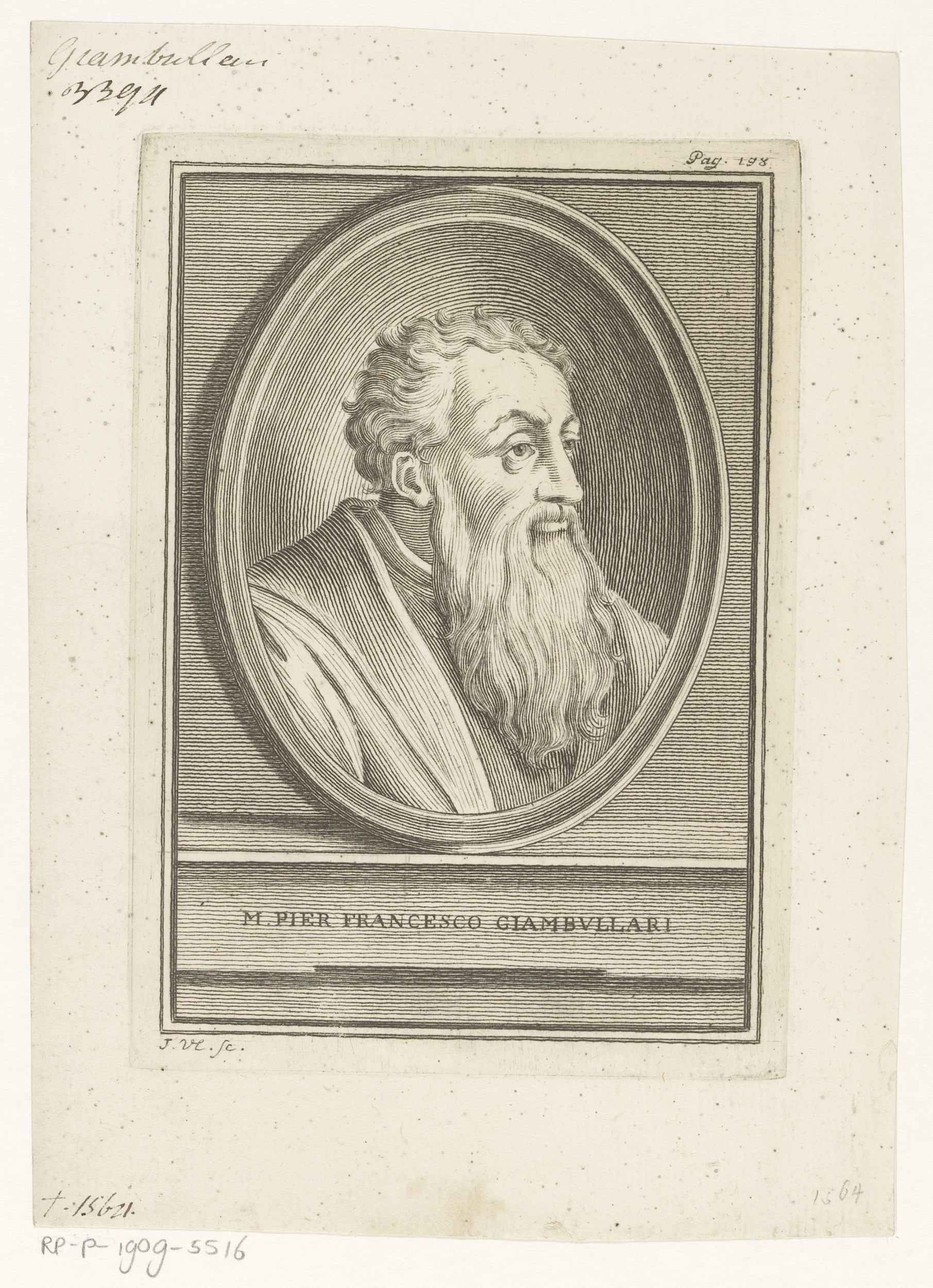
Pierfrancesco Giambullari

Pierfrancesco Giambullari (* 1495 in Florenz; † 1555) war ein italienischer Schriftsteller der Renaissancezeit.
Pierfrancesco Giambullari war bereits mit 16 Jahren Sekretär von Alfonsina Orsini, Witwe des Piero de’ Medici. Durch ihren Einfluss erhielt er erste Pfründen in Careggi und in Volterra. Er war Kanonikus von San Lorenzo in Florenz und Mitbegründer der 1540 gegründeten Accademia Fiorentina. Dort führte er die Gruppe an, die den Medici am nächsten stand, den Dantekult pflegte, dem christlichen Platonismus anhing, im Gegensatz zu den Akademikern mit einem Studium in Padua Benedetto Varchi und Ugolino Martelli. In der Akademie war er Konsul 1546, Zensor 1541, 1543, 1544, 1546. Begraben wurde er in S. Maria Novella.
Sein Hauptinteresse galt der Interpretation Dantes und der Erforschung seiner Grammatik. Eine Theorie von ihm (Il Gello, 1546) führte das Italienisch seiner Zeit auf die Etruskische und weiter auf die Hebräische Sprache zurück, womit er sich einigen Spott zuzog.

## Werke
- De’l sito, forma, et misure, dello Inferno di Dante. Florenz 1544.
- Il Gello. Florenz 1546 (weitere Ausgabe: Origine della lingua fiorentina, altrimenti il Gello. Florenz 1549).
- De la lingua che si parla e scrive in Firenze. Florenz 1547.
- Lezzioni di M. Pierfrancesco Giambullari lette nella accademia fiorentina. Florenz, 1551.
- Oratione: recitate nella Accademia Fiorentina, nello Essequie di ... Pierfrancesio Giambullari di Cosione Bartoli. Venedig, 1566.
- Historia dell’Europa (zuerst Venedig 1566; mehrere weitere Ausgaben, zuletzt Della Istoria d’Europa, Florenz 1923), sein (unvollendetes) Hauptwerk.

Eine Auswahl seiner Schriften erschien in Cremona 1842. Eine Auswahl seiner ungedruckten Gedichte gab Magheri heraus: Saggio di poesie inedite (Florenz 1820)